# ピート・クロウ＝アームストロング
ピーター・ヘンリー・クロウ＝アームストロング（Peter Henry Crow-Armstrong, 2002年3月25日 - ）は、アメリカ合衆国カリフォルニア州ロサンゼルス郡シャーマン・オークス出身のプロ野球選手（外野手）。左投左打。MLBのシカゴ・カブス所属。愛称はPCA。

## 経歴

### プロ入り前
高校3年時の2019年は34試合に出場して打率.395、3本塁打、22打点の成績を記録し、ロサンゼルス・タイムズの年間最優秀選手に選出された。この年の三振はわずか7個だった。
アメリカ代表としては、2014年にU-12アメリカ代表、2016年にU-14アメリカ代表に選出される。2017年にはU-15アメリカ代表チームとしてU-15パンアメリカン野球選手権大会、2018年にはU-18アメリカ代表チームとしてU-18パンアメリカン野球選手権大会に出場し、それぞれで優勝した。2019 WBSC U-18ワールドカップのU-18アメリカ代表チームにも招集され、打率.364、12安打、二塁打4本、三塁打3本、盗塁3個を記録し、チームの準優勝に貢献し、大会のベストナインに相当するオールワールドチームに選出された。

### プロ入りとメッツ傘下時代
2020年のMLBドラフト1巡目（全体19位）でニューヨーク・メッツから指名され、予定していたヴァンダービルト大学への進学を取り止めプロ入り。契約金は335万9000ドル。この年は新型コロナウイルスの影響でマイナーリーグのシーズンが行われなかったため、プロデビューは持ち越しとなった。
2021年に傘下のA級セントルーシー・メッツでプロデビューした。5月18日に右肩の手術を受けた。

### カブス時代
2021年7月30日にハビアー・バエズ、トレバー・ウィリアムズとのトレードで、シカゴ・カブスへ移籍した。
2022年、2023年に2年連続でオールスター・フューチャーズゲームに選出された。
2023年9月11日、コロラド・ロッキーズ戦の7回表に代走で起用されMLBデビューを果たし、その裏から中堅を守り、9回表の初打席で犠打を決めた。同年は13試合に出場したが、14打数無安打に終わった。
2024年はAAA級アイオワ・カブスで開幕を迎え、 4月24日に肋骨を骨折したコディ・ベリンジャーに代わってメジャーに昇格し、4月25日のヒューストン・アストロズ戦で1-1で迎えた6回裏に初安打となる決勝2点本塁打を放った。

## 選手としての特徴
打撃
ボールのコンタクト率や選球眼に課題がある一方、長打力や俊足を活かしたプレーが魅力。
守備
中堅手としての守備範囲、肩の強さは共にMLBトップクラスである。しかし、時々怠慢なプレーも見られる。

## エピソード
父親のマシュー・ジョン・アームストロングと母親のアシュリー・クロウはいずれも俳優である。お気に入りの映画として、母が出演した野球映画『Little Big League』を挙げている。
自身は南カリフォルニア生まれだがシカゴ出身でありシカゴ・カブスのファンだった父から子供の頃にケリー・ウッドの20奪三振の試合の映像を見せられカブスファンとなり、自宅の裏庭にカブスの本拠地リグレー・フィールド風のツタに覆われた壁を作っていた。子供の頃にホワイトソックスとヤンキースの試合を観戦した時に、当時ヤンキースに在籍していたイチローの打撃練習の柵越えボールを捕球している。父親と遊ぶ時にはピートとイチローを併せて「ピチロー」と呼ばれていた。
カブスの中心選手のハビアー・バエズのファンだったが、のちにそのバエズとのトレードでメッツからカブスに移籍することとなった。トレードを知った時について「ショックでした。何をどう考えたらいいのか全く分かりませんでした」と語っている。
名前の「CROW-ARMSTRONG」が長いため、カブス傘下A+のサウスベンド・カブス在籍時にはユニフォームの背ネーム部分が「CROW-」と「ARMSTRONG」の上下2段に分けられていた。

## 詳細情報

### 年度別打撃成績
| 年 度    | 球 団    | 試 合 | 打 席 | 打 数 | 得 点 | 安 打 | 二 塁 打 | 三 塁 打 | 本 塁 打 | 塁 打 | 打 点 | 盗 塁 | 盗 塁 死 | 犠 打 | 犠 飛 | 四 球 | 敬 遠 | 死 球 | 三 振 | 併 殺 打 | 打 率 | 出 塁 率 | 長 打 率 | O P S |
| -------- | -------- | ----- | ----- | ----- | ----- | ----- | -------- | -------- | -------- | ----- | ----- | ----- | -------- | ----- | ----- | ----- | ----- | ----- | ----- | -------- | ----- | -------- | -------- | ----- |
| 2023     | CHC      | 13    | 19    | 14    | 3     | 0     | 0        | 0        | 0        | 0     | 1     | 2     | 2        | 2     | 0     | 3     | 0     | 0     | 7     | 0        | .000  | .176     | .000     | .176  |
| 2024     | CHC      | 123   | 410   | 372   | 41    | 88    | 13       | 6        | 10       | 143   | 47    | 27    | 3        | 8     | 3     | 21    | 2     | 6     | 98    | 4        | .237  | .286     | .384     | .670  |
| MLB：2年 | MLB：2年 | 136   | 429   | 386   | 44    | 88    | 13       | 6        | 10       | 143   | 48    | 29    | 5        | 10    | 3     | 24    | 2     | 6     | 105   | 4        | .228  | .282     | .370     | .652  |

- 2024年度シーズン終了時

### 年度別守備成績
| 年 度 | 球 団 | 中堅（CF） | 中堅（CF） | 中堅（CF） | 中堅（CF） | 中堅（CF） | 中堅（CF） |
| 年 度 | 球 団 | 試 合      | 刺 殺      | 補 殺      | 失 策      | 併 殺      | 守 備 率   |
| ----- | ----- | ---------- | ---------- | ---------- | ---------- | ---------- | ---------- |
| 2023  | CHC   | 13         | 12         | 0          | 0          | 0          | 1.000      |
| 2024  | CHC   | 117        | 306        | 8          | 3          | 0          | .991       |
| MLB   | MLB   | 130        | 318        | 8          | 3          | 0          | .991       |

- 2024年度シーズン終了時
- 各年度の太字はリーグ最高

### 記録
MiLB
- オールスター・フューチャーズゲーム選出：2回（2022年、2023年）

MLB
- MLBオールスターゲーム選出：1回（2025年）

### 背番号
- 52（2023年 - 2024年）
- 4（2025年 - ）